# Petar Konjović
Petar Konjović (în sârbă Петар Коњовић; n. 5 mai 1883, Čurug⁠(d), Districtul Bačka de Sud, Serbia – d. 1 octombrie 1970, Belgrad, RS Serbia, RSF Iugoslavia) a fost un compozitor, dirijor și muzicolog sârb, recunoscut drept unul dintre fondatorii școlii sârbe de compoziție. A fost membru al Academiei Cehe de Științe și Arte (1938) și membru titular al Academiei Regale Sârbe de Științe (1946).

## Biografie
Născut în localitatea Čurug, și-a început educația la gimnaziul din Novi Sad, urmând apoi studii la Facultatea de Pedagogie din Sombor. În 1906 a absolvit Conservatorul din Praga⁠(d), unde a studiat compoziția sub îndrumarea lui Karel Stecker. În 1907, la invitația compozitorului Stevan Mokranjac, s-a stabilit la Belgrad, unde a început să predea la Universitatea de Arte. De-a lungul carierei a lucrat ca profesor de muzică, regizor și dirijor în orașe precum Zemun, Osijek, Split, Novi Sad. În 1920 a efectuat un turneu european ca pianist. 
A condus Teatrul Național Croat din Zagreb între 1921-1926 și 1933-1939. Din 1939 a fost profesor la Academia de Muzică din Belgrad, iar între 1948-1954 a condus Institutul de Muzicologie al Academiei Sârbe de Științe și Arte.

## Lucrări
Petar Konjović este autorul unor opere de referință pentru opera națională sârbă:
- Căsătoria lui Miloš (1917)
- Knezul Zeta (1929)
- Koštana (1931)
- Țăranii (1952)
- Patria

Opera Koštana, inspirată din piesa omonimă a lui Borisav Stanković este considerată una dintre capodoperele sale, ilustrând atmosfera pastorală a Serbiei tradiționale și integrand motive folclorice autentice într-un limbaj muzical sofisticat.
A compus și lucrări simfonice, printre care poemul simfonic Makar Čudra (1944), inspirat dintr-o nuvelă a lui Maxim Gorki, precum și alte partituri orchestrale.

## Activitate critică
A fost un critic muzical realist, publicând lucrări de referință precum:
- Personalități (1920), o incursiune în biografiile creatorilor muzicali;
- Cartea despre muzică (1947), un tratat cu valențe pedagogice;
- monografiile Miloje Milojević (1954) și Stevan Mokranjac (1956), studii esențiale despre pilonii muzicii sârbe.